# John Annus
John Annus, eigentlich Jānis Augustus Annuss (* 25. Oktober 1935 in Riga; † 27. Februar 2013 in Leipzig) war ein lettisch-US-amerikanischer Maler und Fotograf.

## Leben
John Annus wurde 1935 in Riga als Sohn des Malers Augusts Annus geboren. 1944 floh die Familie nach Deutschland und emigrierte 1949 in die USA. John Annus studierte am Pratt Institute, wo er 1958 den Bachelor of Fine Arts erwarb. Von 1958 bis 1959 studierte er an der National Academy of Design. Sein Gefühl für Räumlichkeit brachte ihm die Empfehlung des bekannten Wandmalers Dean Cornwell für den Prix de Rome. Mehrmals in Folge wurde ihm das Aufenthaltsstipendium an der American Academy in Rom zugesprochen. Nach New York zurückgekehrt, arbeitete John Annus, wie auch schon sein Vater, als Bühnenbildner. Die Faszination für Licht und theatralische Stimmungen verstärkte sich. John Annus war an zahlreichen Ausstellungen beteiligt und erhielt Personalausstellungen in Deutschland, Lettland, Italien, USA und Kanada. Am 27. Februar 2013 starb John Annus in Leipzig. Seine Urne wurde in Riga beigesetzt.

## Einzelausstellungen (Auswahl)
- 2014 Galerie Artemio, Leipzig
- 2013 Galerie Daugava Riga, Lettland
- 2010 Intendanz des Mitteldeutschen Rundfunks, Leipzig
- 2002 Kunsthaus Schöne Galerie, Andernach
- 1992 Designers Digest Paul Weber Stiftung, Hamburg
- 1991 von Reuternsches Haus Riga, Lettland
- 1987 Jacobi Galerie, Hamburg
- 1984 Lettisches Kunstfestival, Münster
- 1983/4 Julia Black Gallery, Taos, New Mexico, USA
- 1983 Magee Gallery, Scottsdale, Arizona, USA
- 1983 Toronto Latvian Centre Art Gallery, Toronto, Kanada
- 1982 d.a.i., Tübingen
- 1982 Julia Black Gallery, Taos, New Mexico, USA
- 1981 Galerie Clasing, Münster
- 1979 Santa Fe Contract Design, Odessa, Texas, USA
- 1976 Vendo Nubes Gallery, Philadelphia, USA
- 1976 University of Pennsylvania, Philadelphia, USA
- 1975 Skidmore College, Saratoga Springs, New York, USA
- 1974 Galeria del Vantaggio, Rom, Italien
- 1973 Domenican College, Columbus, Ohio, USA
- 1973 Galeria del Vantaggio, Rom, Italien
- 1973 Gallery of Fine Arts, Denver, Colorado, USA
- 1971 Central Arts Gallery, New York, USA
- 1970 Vendo Nubes Gallery, Philadelphia, USA
- 1969 Pratt Institute, New York, USA
- 1965 Architectural League, New York, USA
- 1965 Vendo Nubes Gallery, Philadelphia, USA
- 1963 Arte al Borgo, Palermo, Italien
- 1962 Galeria del Vantaggio, Rom, Italien
- 1960/61 American Academy, Rom, Italien

## Auszeichnungen und Stipendien
- 1979 Wahl zum Vollmitglied (NA) der National Academy of Design, New York[3]
- 1980 Fifth International Miniature Painting competition, Erster Preis
- 1971 Preis der North American Latvian Cultural Stiftung
- 1967 S. J. Wallace Truman Award
- 1965/75 H. W. Ranger Award
- 1964 J. Hallgarten Award
- 1962–64 Stipendium der Accademia di Belli Arti e Liceo Artistico in Rom, Italien
- 1962 Mostra Internazionale di Arti Figurativi, Goldmedaille
- 1961 Stipendium des Italienischen Staates (auch 1962 and 1964)
- 1960 PRIX DE ROME der Amerikanischen Akademie von Rom
- 1959 PRIX DE ROME der Amerikanischen Akademie von Rom
- 1958–59 Albert N. Hallgarten Stipendium
- 1958 Society of Illustrators, Goldmedaille
- 1956 United Artists Stipendium
- 1954 National Scholastic Stipendium

## Arbeiten in Öffentlichem Besitz
- Amerikanische Akademie Rom
- Baltimore Art Museum
- Dominican College Sammlung Ohio
- National Academy Museum New York
- Ministerio Affari Esteri Sammlung Rom
- Peggy Guggenheim Collection Venedig
- Eugene Berman Sammlung Rom